# Zereteli (Metro Tiflis)

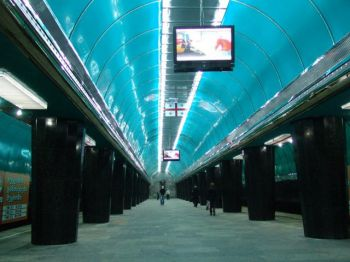
Bahnsteig der Station Zereteli

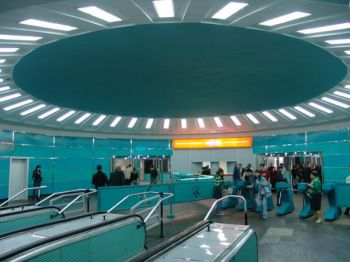
Eingangshalle der Station Zereteli

Zereteli (georgisch წერეთლის გამზირი „Zereteli-Allee“) ist eine U-Bahn-Station der Metro Tiflis. Sie wird von der Saburtalo-Linie bedient.
Die Station wurde 1979 eröffnet und war ursprünglich mit schwarzem Marmor versehen. Nachdem die Station im Laufe der Zeit verdreckte, wurde sie 2006 restauriert und der schwarze Marmor teilweise durch blaue Platten ersetzt. Die Station liegt zwischen Teknikuri Uniwersiteti und Sadguris Moedani.